# Антильский абрикос
Маммея американская (лат. Mammea americana), также американский абрикос, антильский абрикос — плодовое дерево из рода Маммея семейства Клузиевые.
Типовой вид рода.

## Описание
Маммея американская — вечнозелёное дерево высотой до 18-21 м с эллиптическими глянцевыми кожистыми тёмно-зелёными листьями до 20 см длиной до 10 см шириной. Цветки ароматные белые с 4-6 лепестками и оранжевыми тычинками и пестиками.
|  |
|  |

Плод круглый, диаметром 10-20 см. Внутри находится оранжевая мякоть, по вкусу напоминающая абрикос.

## Распространение
Родина этого вида — тропическая Америка. Растение культивируется в Колумбии, Эквадоре, Венесуэле, Гайане, Суринаме, Французской Гвиане, Северной Бразилии, Антильских островах, странах Центральной Америки, США (в штатах Флорида и Гавайи), Юго-Восточной Азии, тропической Африки.

## Хозяйственное значение и применение
Мякоть плодов съедобна, в свежем виде используется как компонент в пирогах и тортах, из неё изготавливают консервированные изделия, например пасту и мармелад. Из недозрелых плодов изготавливают желе. Фруктовый сок сбраживают в вино.
Семена растения обладают инсектицидными свойствами. Их применяют также для лечения паразитических заболеваний кожи.
Древесина твёрдая и тяжёлая.